# Manuel Gomez
Pour les articles homonymes, voir Gomez.
 (mai 2020).
Si vous disposez d'ouvrages ou d'articles de référence ou si vous connaissez des sites web de qualité traitant du thème abordé ici, merci de compléter l'article en donnant les références utiles à sa vérifiabilité et en les liant à la section « Notes et références ».
Manuel Gómez, ou Manu Gomez, né le 14 mars 1956, est un artiste belge, créateur de décors pour le théâtre et le cinéma. Il est réalisateur de plusieurs films sélectionnés et primés dans divers festivals (dont trois courts métrages à Cannes).

## Biographie
Peintre et sculpteur, régent en Arts Plastiques de formation, dessinateur en architecture (Ateliers du Grand-Hornu : H. Guchez/M. Nunez), Manu Gomez est réalisateur de courts et longs métrages. Il est aussi professeur associé en cinéma d’animation à l’université Lille III.
Autodidacte en cinéma, il est passé du dessin, de la peinture et de la sculpture au cinéma d'animation parce qu’il désirait travailler sur l'image en mouvement. En travaillant sur la 2e et la 3e dimension, il expérimente la 4e (celle du mouvement et du temps).
Ensuite, le besoin de travailler avec des personnages réels s'est imposé naturellement.
Sa démarche est toujours restée essentiellement artistique et visuelle et basée sur l’expérimentation de l’image sous toutes ses formes.
Il a réalisé une trentaine de courts métrages en animation et en fiction et deux longs métrages. Il expose régulièrement en Belgique et à l’étranger.

## Filmographie

### Cinéma

#### Long métrage
- 2008 : Le Prince de ce monde : 100 min avec Laurent Lucas, Jean-Claude Dreyfus, Lio
- 1997 : Peccato : 75 min avec Jacques De Bock, Boris Lehman, Noël Godin, Lio

#### Moyen métrage
- 2007 - 2008 : "Ukiyo-e, images du monde flottant" documentaire 52 min
- 2012 : "Irezumi, le tatouage traditionnel japonais" documentaire 25 min

#### Court-métrage
- 1983 : Voyeur : : 6 min
- 1985 : Le Patient : 11 min
- 1987 : Châtiment
- 1988 : La Gourmandise : 5 min 30 s
- 1989 : Kinemarmor : 6 min
- 1990 : Praha : 11 min 30 s
- 1991 : L'encadré : 9 min 30 s
- 1991 : Invidia : 9 min 30 s
- 1992 : Les aventures hygiéniques de Phalloctère : 3 min
- 1992 : La colonie pénitentiaire : 10 min 30 s
- 1992 : V.I.I (Very Important Image) : 1/24 seconde
- 1993 : Superbia - L'orgueil : 7 min 30 s
- 1994 : Le Petit Rouge : 9 min 30 s
- 1995 : Ubu : 9 min 30 s
- 1996 : Ira., Ira-diation : 9 min
- 1998 : "sans titre" 4 min 30 s
- 1998 : In vino veritas : 6 min 30 s
- 2000 : Les trois petits popotins : 8 min 30 s
- 2001 : Le Vieux Chaperon noir : 8 min 30 s
- 2003 : Tempolis : 26 min et 6 min 30 s
- 2004 : Neuf mois plus tard : 9 min
- 2008 : Shunga, images du printemps : 6 min
- 2009 - 2010 : Le Grand Sablier : 6 min
- 2010 - 2011 : Arthur et Vincent : 7 min
- 2015 : Une Charogne (d'après Charles Baudelaire) : 3 min
- 2015 : Humort : 2 min 40 s
- 2016 : Roller Monster : 11 min 30 s